# Pelarrodríguez
Pelarrodríguez ist ein westspanischer Ort und eine Gemeinde (municipio) mit 159 Einwohnern (Stand: 2024) im Osten der Provinz Salamanca in der Region Kastilien und León. Neben dem Hauptort Pelarrodríguez gehört die Ortschaft Peramato zur Gemeinde.

## Lage und Klima
Der ca. 760 m hoch gelegene Gemeinde Pelarrodríguez liegt im Süden der altkastilischen Hochebene (meseta) am Río Huebra. Die Großstadt Salamanca befindet sich knapp 38 km in ostnordöstlicher Richtung entfernt.
Das Klima im Winter ist durchaus kühl; die geringen Niederschlagsmengen (ca. 591 mm/Jahr) fallen – mit Ausnahme der eher trockenen Sommermonate – verteilt übers ganze Jahr.

## Bevölkerungsentwicklung
| Jahr      | 1970 | 1986 | 1991 | 2001 | 2011 | 2021 |
| Einwohner | 302  | 242  | 215  | 206  | 185  | 173  |

## Wirtschaft
Das wirtschaftliche Leben der Landgemeinde war jahrhundertelang in hohem Maße agrarisch geprägt, doch wurde hauptsächlich zum Zweck der Selbstversorgung produziert – im Umland wurde Getreide ausgesät; Gemüse stammte aus den Hausgärten und auch Viehzucht wurde betrieben.

## Sehenswürdigkeiten
- Pelagiuskirche (Iglesia de San Pelayo)

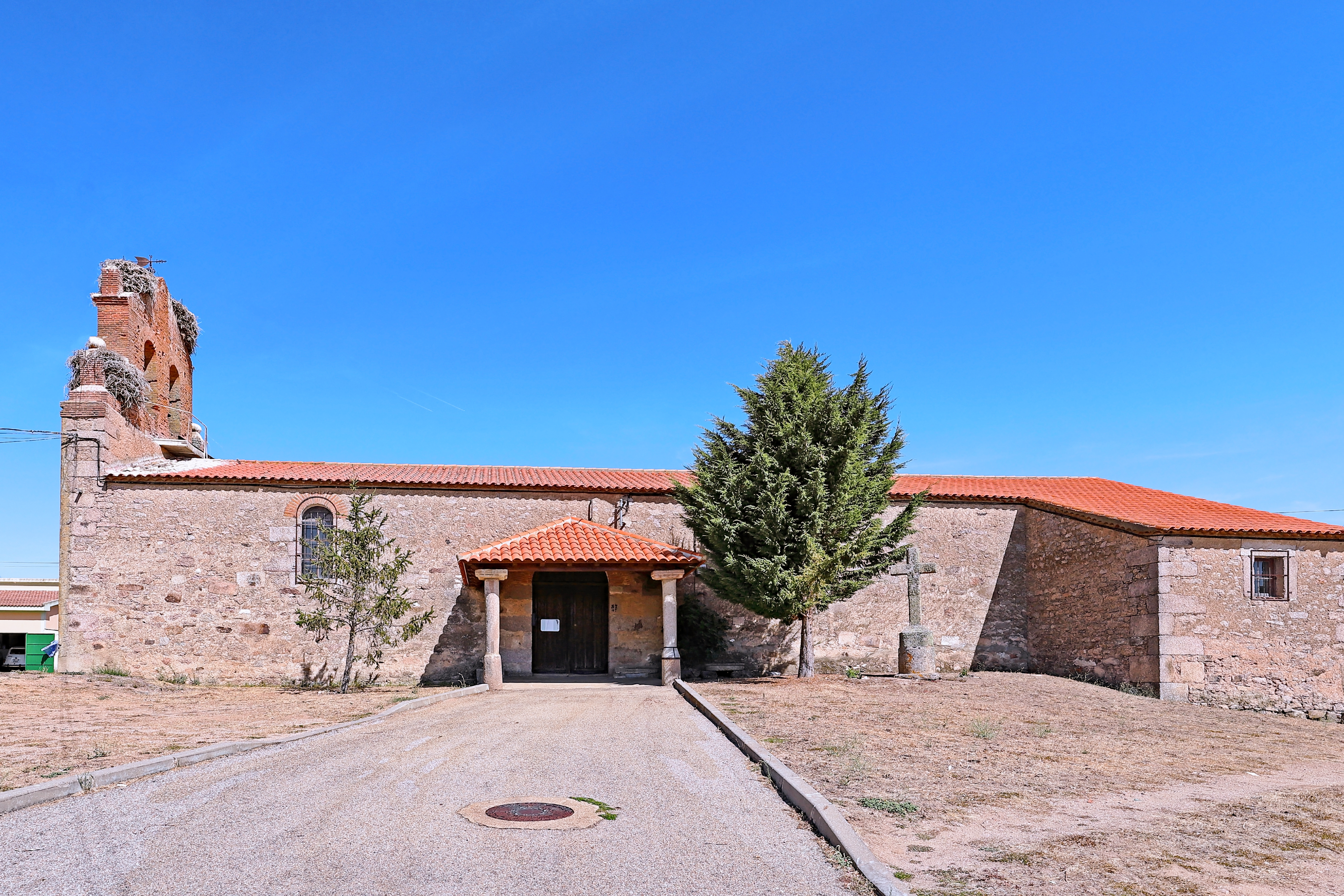
Pelagiuskirche
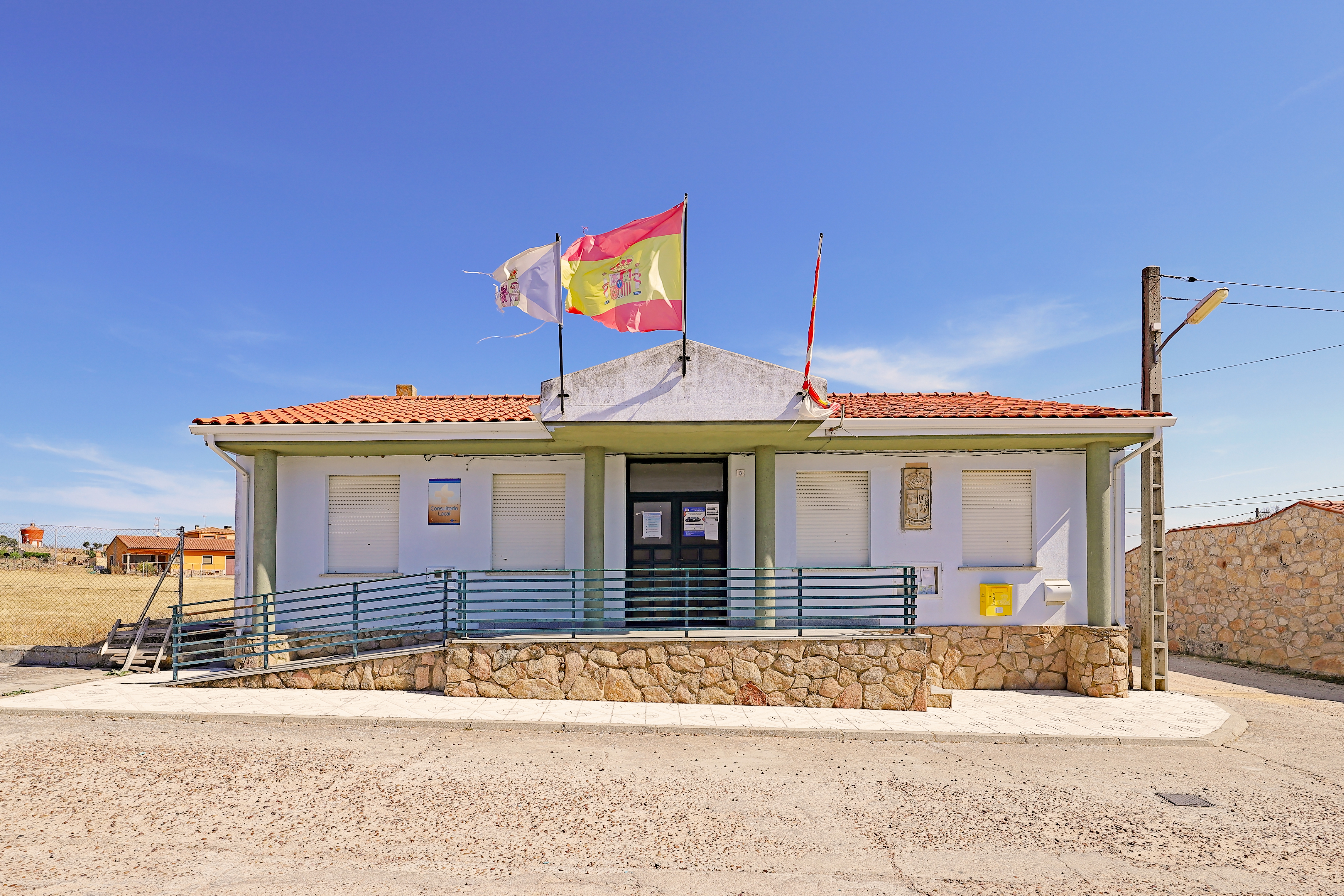
Rathaus